# Lobelia borneensis
Lobelia borneensis là loài thực vật có hoa trong họ Hoa chuông. Loài này được (Hemsl.) Moeliono mô tả khoa học đầu tiên năm 1960.